# Емельянцев, Роман Вячеславович
Роман Вячеславович Емельянцев (род. 9 января 1981, Шахты, Ростовская область, РСФСР, СССР) — российский серийный убийца, насильник и некрофил, совершивший в период с 14 февраля 2002 по 8 мая 2003 года убийство 3 человек на территории города Шахты. Двое жертв Емельянцева являлись малолетними детьми. Несмотря на тяжесть совершенных им деяний, Емельянцев избежал уголовного наказания в виде пожизненного лишения свободы. Роман Емельянцев известен тем, что до совершения убийств на протяжении нескольких лет проходил курс лечения в клинике известного психиатра Александра Олимпиевича Бухановского, однако его методы ни принесли результата, после чего Бухановский был подвергнут критике. Сам Александр Бухановский критику в свой адрес отвергал, заявляя о том, что диагноз, поставленный им Емельянцеву, как и курс лечения, были правильными. Он утверждал, что случай Емельянцева доказывает необходимость пожизненного наблюдения за такими больными, как он, и ответственность за его действия лежит не только на врачах, но и на обществе в целом. В целях анонимности личности Емельянцева Бухановский в 1990-е годы скрыл его настоящее имя, благодаря чему долгие годы Роман Емельянцев был известен под псевдонимом «Игорь Елизаров».

## Биография

### Детство и юность
Роман Емельянцев родился 9 января 1981 года в городе Шахты. Детство и юность провел в социально неблагополучной обстановке. Его мать Лилия Емельянцева до его рождения потеряла при родах 5 детей, включая брата-близнеца Романа. Несмотря на то, что Роман был долгожданным ребенком в семье, череда смертей его старших братьев и сестер сильно повлияла на психоэмоциональное состояние его родителей. Его отец Вячеслав злоупотреблял алкогольными напитками и подвергал агрессии жену и сына. В 1990 году Роман во время игры на улице получил черепно-мозговую травму, после чего начал испытывать проблемы с психикой. В этот период маленький Роман перестал общаться с другими детьми и начал много времени проводить на местных кладбищах. После того как он был замечен в жестоком обращении с животными и в их убийствах, Лилия Емельянцева в 1991 году привела Романа на прием к психиатру Александру Бухановскому, который на тот момент считался крупнейшим специалистом по серийным убийцам и являлся экспертом в деле Чикатило, составившим его психологический портрет. На приеме Роман Емельянцев рассказал Бухановскому, что совершает убийства животных, так как испытывает патологически повышенное влечение к убийствам и вид мертвого тела его сексуально возбуждает. Специалисты лечебно-реабилитационного научного центра «Феникс» наблюдали за Емельянцевым в течение нескольких последующих лет. В ходе наблюдения Бухановский поставил Роману диагноз ограниченная вменяемость. Емельянцев, согласно утверждению психиатра, узнав о своем диагнозе, принялся изучать специальную литературу, так как опасался того, что рано или поздно повторит злодеяния известных серийных убийц.

Из воспоминаний Бухановского: 
По характеру он не был убийцей. Парню очень хотелось победить свою болезнь, и мы считали его успешным пациентом.
 

Из воспоминаний парапсихолога Ирины Барановой: 
У Романа  был крепкий тыл — сотрудники центра. Он, не таясь, делился с ними своими переживаниями, и благодаря этому у парня происходил эффект разрядки.
Первоначально лечение не приносило результата. В подростковые годы Роман увлекся раскапыванием женских могил и разглядыванием обнаженных трупов. После этого попытался подстроить аварию на железной дороге и был замечен в попытке нескольких поджогов. Однако в дальнейшем результаты лечения дали отличный результат. Емельянцев хорошо учился в школе, смог решить проблемы с коммуникабельностью, приобрел способность к общению, к установке связей, контактов и в старших классах стал встречаться с девушкой. В конце 1990-х годов Емельянцев успешно окончил школу и уехал в Ростов-на-Дону, где поступил в Ростовский государственный университет и начал изучать экономику. Через некоторое время Емельянцев отказался от услуг лечебно-реабилитационного научного центра «Феникс», и его психическое состояние начало резко ухудшаться. Он потерял интерес к учебному процессу и в начале 2000-х годов был отчислен из университета из-за хронической неуспеваемости и прогулов, после чего вернулся к матери в Шахты. После возвращения Емельянцев испытывал проблемы с трудоустройством и некоторое время жил на иждивении родственников. В этот период Емельянцев снова начал испытывать неосознанное влечение к трупам и к виду расчленённого человеческого тела. Не сумев подавить патологическое влечение, он сделал попытку получить работу в местном морге, но согласно его свидетельствам, администрация морга потребовала за трудоустройство взятку в размере 3 000 долларов, но он не имел при себе такой суммы, вследствие чего в трудоустройстве ему отказали, после чего Роман Емельянцев в соответствии со своими мыслями, фантазиями и побуждениями начал снова убивать животных, раскапывать могилы, совершать акты некрофилии с трупами и вскоре совершил серию убийств.

### Убийства
14 февраля 2002 года Емельянцев встретил 7-летнего Михаила Ращепкина. Он заманил мальчика на территорию заброшенного завода под предлогом сбора металлолома, где совершил на него нападение, в ходе которого избил, изнасиловал и зарезал, нанеся ему множественные колото-резаные раны. Убив ребенка, Емельянцев над его телом провел различные постмортальные манипуляции, в частности отрезал половые органы. В целях сокрытия следов преступления Емельянцев попытался сжечь труп, но ему это не удалось. 

В убийстве мальчика был обвинен его отец Александр Ращепкин. Из показаний старшего брата Михаила Ращепкина: 
В тот день мы с Мишей пошли гулять - не хотели сидеть в доме, где вторую неделю родители вместе с друзьями отмечали отцовский день рождения. Ближе к вечеру он пошел домой, а я к деду, у которого мы частенько ночевали. Миша тоже обещал прийти, но пропал...В милицию, куда меня привезли на допрос, подошла мать и приказала, мол, говори, что отец до смерти забил твоего брата. Мне от бати часто доставалось, поэтому подтвердил. Помню, как в отделении встретил папу, которого вели в наручниках по коридору, он успел только сказать: «Не верь никому, я не убивал!»
Александр Ращепкин после двухнедельного запоя  во время допроса  практически сразу признался в совершении убийства сына. На допросе он заявил, что отрезал половые органы ребенку, так как хотел сымитировать нападение педофила и запутать следствие. Только во время судебного процесса он заявил, что не убивал сына и оговорил себя. Ращепкин заявил, что в момент совершения убийства сына находился дома вместе с друзьями, которые однако находились в состоянии алкогольного опьянения, вследствие чего суд посчитал, что Ращепкин не смог доказать свою невиновность и предоставить алиби. В конечном итоге Александр Ращепкин был признан виновным в убийстве сына и получил в качестве уголовного наказания 12 лет лишения свободы. 
Спустя год после убийства Михаила Ращепкина, Емельянцев совершил убийство женщины. Жертвой стала жительница Шахт, которая страдала алкоголизмом и вела бродяжнический образ жизни. Емельянцев встретил ее на кладбище, где проводил много свободного времени, после чего совершил на нее нападение, в ходе которого задушил.
Последнее убийство Емельянцев совершил 7 мая 2003 года. Его жертвой стал 6-летний соседский мальчик по имени Александр. В вечернее время Емельянцев увел ребенка с улицы в лесистую местность. Свидетелями этого стали несколько человек, которые обратились за помощью к родителям ребенка и родителям Емельянцева. Роман впоследствии утверждал, что родители преследовали его буквально по пятам, и он был близок к разоблачению, однако после того, как осознал, что они обошли его стороной, он задушил мальчика, после чего раздел, подвергнул его труп сексуальному насилию и сильно искусал в области живота и паха. Он заявил, что душил мальчика под крики его матери, которая отчаянно пыталась найти своего ребенка.

### Арест, следствие и суд
Роман Емельянцев был арестован утром следующего дня, 8 мая 2003 года, после чего сознался в совершении убийства женщины и соседского мальчика. Он активно способствовал раскрытию преступлений. Он подтвердил свои признательные показания во время проведения следственных экспериментов, целью которых было воспроизведение опытным путём действий, обстановки и других обстоятельств, связанных с убийствами. В конце 2003 года по ходатайству его адвокатов Роман Емельянцев был этапирован в «Государственный национальный центр социальной и судебной психиатрии имени Сербского», где на протяжении последующего месяца с ним работали специалисты. На основании результатов ряда психиатрических экспертиз у него было диагностировано «органическое расстройство личности и поведения в связи со смешанными заболеваниями», а также «другие расстройства сексуального предпочтения» (навязчивый вариант некрофилии). В этот период Роман Емельянцев неожиданно признался в совершении убийства Михаила Ращепкина, однако обвинение в этом ему не было предъявлено. 

Комментарий Владимир Проскуры, прокурора города Шахты, который в 2003 году занимался расследованием убийств Романа Емельянцева: 
Я тогда пытался сделать все от меня зависящее, чтобы Емельянцев понес наказание за все свои преступления. Но посадить его по эпизоду с Михаилом Ращепкиным было нельзя по закону. За это преступление уже был осужден Александр Ращепкин. Почему его не выпустили еще в 2003-м? Не знаю, это не в моей компетенции. Злой рок. Но Емельянцев отправился сидеть на ту же зону, где уже отбывал наказание Алесандр Ращепкин.

Разоблачение Романа Емельянцева вызвало общественный резонанс в России после того, как было установлено, что он в течение многих лет наблюдался у Александра Бухановского, методы лечения которого были впоследствии подвергнуты критике. Однако психиатр в ответ на обвинения заявил следующее: 
Существует мнение, что диагноз психических расстройств, свойственных серийным убийцам, можно поставить лишь взрослому человеку. Это не так. Все маньяки родом из детства. Болезнь начинается, когда возникают кровавые садистские фантазии, которые со временем становятся все более жестокими. Роман Емельянцев — первый пример того, что серийного убийцу можно выявить задолго до того, как он начнет убивать. Увы, в своих исследованиях мы находимся лишь в самом начале пути. Как-то в программе «Тема» меня спросили: «Сколько времени нужно работать с потенциальным маньяком, чтобы быть уверенным в его излечении?» Я тогда честно ответил: «Не знаю».

25 мая 2004 года Роман Емельянцев Ростовским областным судом был признан виновным по обвинению в совершении 2 убийств, после чего суд назначил ему уголовное наказание в виде 15 лет лишения свободы. В 2007 году уголовное дело в совершении убийства 7-летнего Михаила Ращепкина было возобновлено в связи с признательными показаниями Емельянцева. Обвинение с Александра Ращепкина было снято, после чего он вышел на свободу в 2007 году, а Емельянцеву было предъявлено обвинение. 2 октября 2008 года Ростовским областным судом он был признан виновным в совершении убийства, после чего суд назначил ему уголовное наказание в виде 17 лет лишения свободы, присоединив к нему неотбытую часть наказания по приговору суда от 25 мая 2004 года. Свое уголовное наказание Роман Емельянцев отбывал в одной из исправительных колоний, расположенных в городе Новочеркасск, где характеризовался отрицательно. Во время отбывания наказания его психическое состояние продолжало ухудшаться. Из-за неконтролируемых приступов агрессии и патологического влечения убивать Емельянцеву уже в 2005 году еженедельно требовалась помощь тюремного психиатра. В том же году его в тюрьме посетили журналисты, которым он заявил следующее: 
Если я выйду, то Чикатило покажется ребенком. Это я говорю сразу, я это чувствую. Самореализации здесь абсолютно никакой.
Отбыв свое уголовное наказание, Роман Емельянцев вышел на свободу 8 мая 2020 года, после чего вернулся в город Шахты.

### Жизнь после освобождения
После освобождения Емельянцев проживал в частном доме, расположенном на улице Щаденко, и вел уединенный образ жизни, избегая публичности, так как многие жители города испытывали к нему личную неприязнь. Он встал на учет в психоневрологический диспансер с диагнозом: расстройство личности в связи со смешанными заболеваниями. Некоторое время Емельянцев испытывал проблемы с трудоустройством, но впоследствии смог найти на работу на одной из автомоек, после чего стал увлекаться наркотиками. Вечером 4 мая 2021 года Емельянцев был задержан сотрудниками правоохранительных органов и доставлен в Управление МВД России по г. Шахты, где в ходе обыска у него был изъят мобильный телефон фирмы «Samsung» в корпусе золотистого цвета, банковская карта и полимерный пакет с порошкообразным наркотиком массой не менее 9,10 грамм. Свою вину в хранении наркотических средств Роман Емельянцев полностью признал и раскаялся в содеянном, после чего Шахтинский городской суд Ростовской области 29 июля 2021 года признал его виновным и назначил ему уголовное наказание в виде 3 лет и 9 месяцев лишения свободы.
По неподтвержденной информации российского онлайн-издания «Медиазона», после осуждения, будучи в исправительной колонии, Роман Емельянцев 6 ноября 2022 года заключил контракт с «ЧВК» и был отправлен для участия в боевых действиях на Украину, где погиб в бою в феврале 2023 года на территории Луганской области, однако официального подтверждения этой информации со стороны представителей правоохранительных органов впоследствии не поступило.

## В массовой культуре
- Взгляд изнутри. Русский психиатр (1999)
- Документальный фильм «Рождение маньяка» из цикла «Профессия — репортёр» (2005)
- Документальный фильм «Остановить Чикатило» (2013)